# Баризони
Баризони (словен. Barizoni) — поселення в общині Копер, Регіон Обално-крашка, Словенія. Висота над рівнем моря: 115,1 м.